# جون غريفيثز
جون غريفيثز (27 يناير 1863 في المملكة المتحدة - ) (بالإنجليزية: John Griffiths)‏ هو لاعب كريكت بريطاني. لعب مع نادي مقاطعة نوتنغهامشير للكريكت ‏.

## وصلات خارجية
1. 1 2  CricketArchive (بالإنجليزية), QID:Q2117742